# 130-е годы до н. э.
130-е (сто тридца́тые) го́ды до на́шей э́ры по пролептическому юлианскому календарю — промежуток времени с 1 января 139 года до н. э. по 31 декабря 130 года до н. э., включающий с 139 по 131 годы 7-го десятилетия  и 130 год 8-го десятилетия II века 1-го тысячелетия до н. э. Им предшествовали 140-е годы до н. э., за ними следовали 120-е годы до н. э. Они закончились 2155 лет назад.

## События

### 139 год до н. э.
- 139 — Консулы Гней Кальпурний Пизон и Марк Попилий Ленат (два плебея).
- 139 — Лузитаны потерпели полное поражение. Римляне основали Лузитанию. Провинция возвращена в подданство.
- 139 — Независимость Иудеи признана римским декретом.
- 139 — Войско Трифона перешло на сторону Клеопатры Теи, которая заперлась с детьми в Селевкии. Клеопатра предложила Антиоху жениться на ней, он согласился.

### 138 год до н. э.
- 138 — Консулы Публий Корнелий Сципион Назика Серапион (патриций) и Децим Юний Брут Каллаик (плебей).
- 138 — римляне основывают город Валенсия.
- 138 — Антиох начал войну с Трифоном, победил его и прогнал из Верхней Сирии в Финикию. Трифон укрылся в Доре, Антиох осадил её. Трифон бежал в Апамею, был там во время осады захвачен в плен и убит.
- 138—129 — Царь Сирии Антиох VII Сидет. Сын Деметрия I.
- 138—133 — Царь Пергама Аттал III Филометор (171—133). Запятнал своё правление убийствами друзей и родственников, обвиняя их в том, будто они убили его мать и невесту Беренику.
- 138 — китайский дипломат Чжао Цянь отравлен китайским императором У-ди

### 137 год до н. э.
- Консулы Марк Эмилий Лепид Порцина и Гай Гостилий Манцин (два патриция). Квестор Тиберий С. Гракх.
- Римское войско Манцина вынуждено снять осаду Нуманции. Затем оно окружено ареваками. Гракх спасает римскую армию от разгрома. Манцин подписывает позорный для римлян мир с нумантинцами. Сенат отверг мир и выдал нумантинцам Манцина, но те не приняли его.
- Начало восстания рабов на Сицилии во главе с Эвном (Антиохом) и Клеоном.
- 137—132 — Царство Эвна на Сицилии. Захват Агригента, Мессаны, Энны. Победы над римскими войсками.

### 136 год до н. э.
- 136 — Консулы: Луций Фурий Фил (патриций) и Секст Атилий Серран (плебей); преторы: Авл Манлий Торкват, Луций Кальпурний Пизон Фруги, Луций Тремеллий Скрофа и Публий Муций Сцевола; народный трибун: Публий Рутилий; монетные триумвиры: Гай Сервилий Ватия, Гней Лукреций Трион и Луций Антистий Грагул; цензоры: Аппий Клавдий Пульхр (патриций) и Квинт Фульвий Нобилиор (плебей[1]).

### 135 год до н. э.
- 135 — Консулы: Сервий Фульвий Флакк и Квинт Кальпурний Пизон (два плебея); преторы: Марк Косконий, Публий Попиллий Ленат и Публий Рупилий.
- 135 — Симон Хасмоней убит своим зятем и противником.
- 135 — В Наньюэ отправлен китайский (ханьский) разведчик Тан Мын.

### 134 год до н. э.
- 134 — Консулы: Публий Корнелий Сципион Эмилиан Африканский (2-й раз; патриций) и Гай Фульвий Флакк (плебей); преторы: Луций Валерий Флакк и Публий Лициний Красс Муциан.
- 134 — Сципион направлен под Нуманцию. Мерами беспощадной строгости он установил дисциплину в войске. Он установил теснейшую блокаду Нуманции, не доводя дело даже до стычек.
- 134 — В Сицилии казнено до 5000 восставших рабов.
- 134—104 — Первосвященник Иудеи Иоанн Гиркан. Сын Симона. Захватил Идумею, Самарию, территории к востоку от Иордана. Симпатизировал грекам.

### 133 год до н. э.

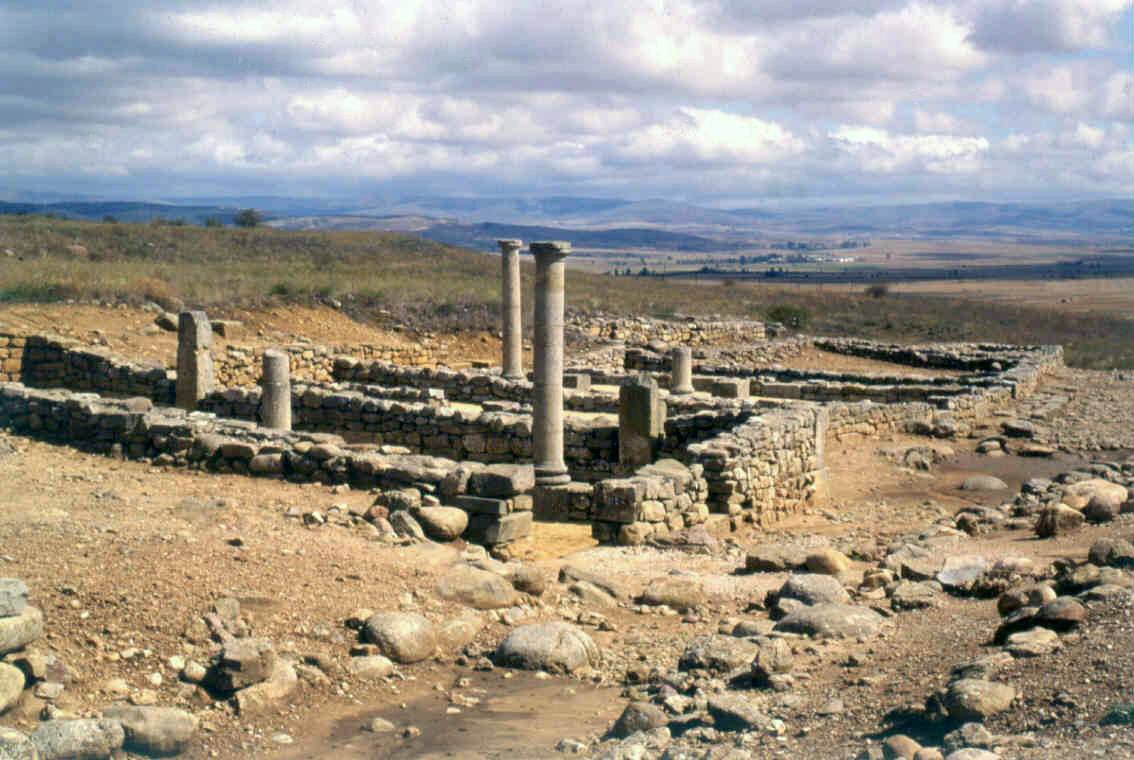
Развалины Нуманции

- Консулы Публий Муций Сцевола и Луций Кальпурний Пизон Фруги (два плебея). Плебейские трибуны Тиберий Семпроний Гракх, Марк Октавий, Тиберий Семпроний Лонг.
- После 15-месячной осады Нуманция сдаётся войскам Сципиона Эмилиана, при этом многие жители совершают самоубийство. Конец Нумантийской войны. Сенатская комиссия прибывает в Испанию для организации римского управления.
- Смерть царя Пергама Аттала III, который завещал своё царство римскому народу. Брат Аттала III Аристоник отказывается признать завещание.
- Консул Кальпурний Пизон отправляется на Сицилию для войны против восставших рабов Евна. Разбив рабов при Мессине его армия подошла к Энне.
- Законопроект Гракха о возвращении государству общественной земли (ager publicus) и разделе её между безземельными гражданами. Создание аграрной комиссии в составе Тиберия, его брата Гая Гракха и Аппия Клавдия Пульхра. Тиберий и 300 его сторонников убиты вооружённым отрядом сената во главе с консуляром Назикой. Официально объявлено, что Гракх претендовал на царскую власть.

### 132 год до н. э.

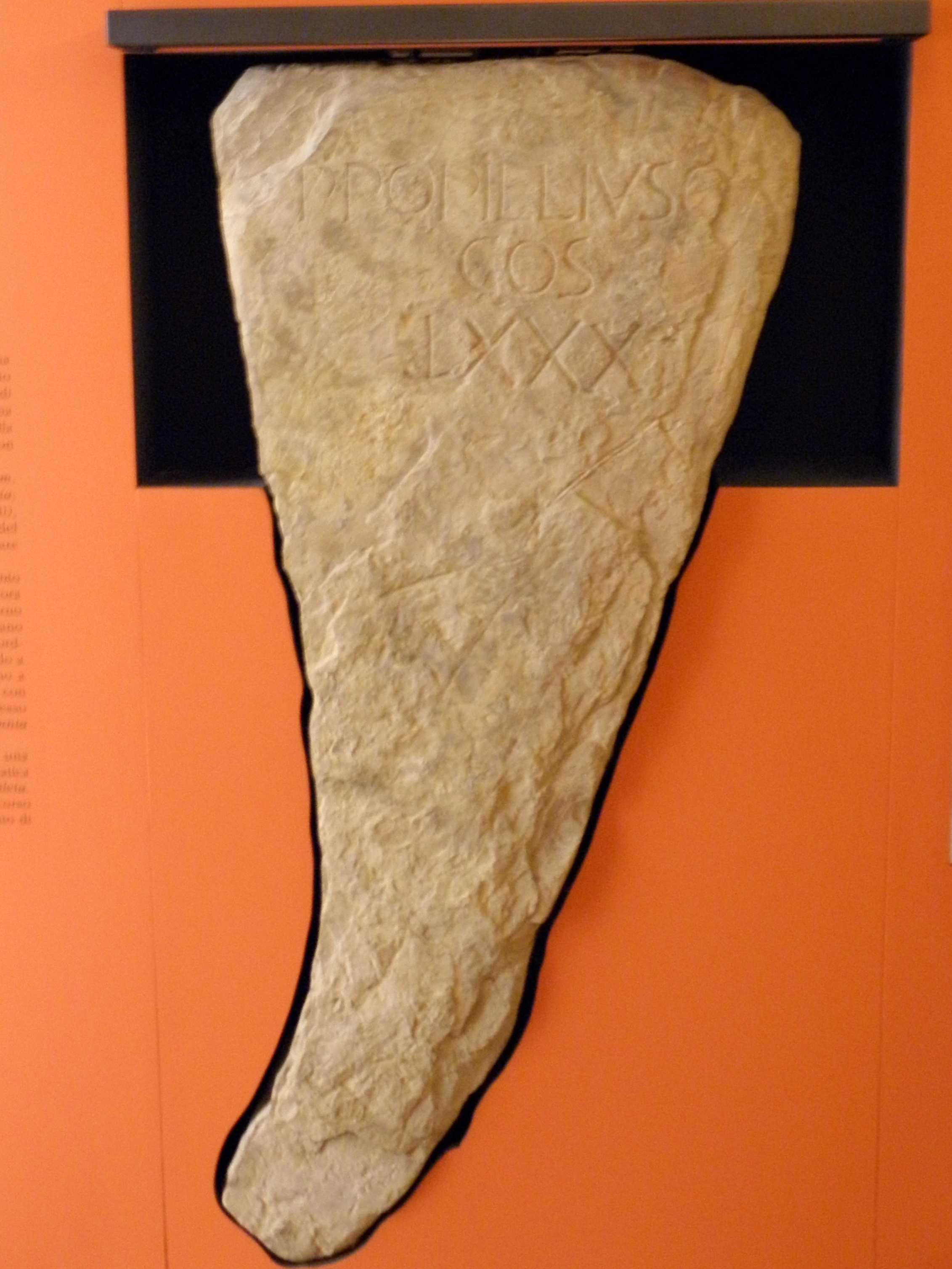
Римский Мильный камень дороги Via Popilia

- Консулы: Публий Попиллий Ленат и Публий Рупилий (два плебея); монетные триумвиры: Марк Абурий Гемин, Марк Фабриний[2][3] и Публий Мений Анциат.
- Под руководством обоих консулов в Риме разворачивается преследование сторонников Гракха. Друг Гракха Гай Блоссий бежит в Пергам к Аристонику.
- Сципион Назика отправлен Сенатом в Азию, официально — для организации провинции, фактически — чтобы избежать мести популяров за убийство Гракха.
- Консул Рупилий берёт Тавромений и Энну и подавляет восстание рабов на Сицилии, при этом казнено более 20000 человек.
- Деятельность аграрной комиссии. Около 75 000 человек получают участки земли и вносятся в списки граждан.
- Под руководством консула Попиллия Лената строится Via Popilia — дорога из Капуи в Регий.
- Сципион Эмилиан справляет триумф за победу над Нуманцией.
- В Пергамском царстве начинается восстание Аристоника, направленное против римлян и местной знати. Аристоник провозглашён царём. Флот Эфеса наносит поражение флоту Аристоника. Волнения в Вифинии, Каппадокии, Пафлагонии.

### 131 год до н. э.
- Консулы Публий Лициний Красс Муциан (плебей) и Луций Валерий Флакк (патриций). Плебейские трибуны Гай Атиний Лабеон и Гай Папирий Карбон. Цензоры Квинт Цецилий Метелл Македоник и Квинт Помпей (впервые — два плебея).
- Римские войска консула Красса прибывают в Пергамское царство и вместе с войсками союзных царей осаждают Аристоника в городе Левки, но вынуждены отступить. Армия Красса разбита Аристоником, сам Красс убит.
- Консул прошлого года Публий Рупилий назначен проконсулом Сицилии и занимается реорганизацией управления провинции после подавления восстания рабов.
- Народный трибун Гай Папирий Карбон предлагает закон, позволяющий народным трибунам переизбираться любое число раз. Против этого выступает Сципион Эмилиан и закон не проходит.
- Цензор Квинт Цецилий Метелл исключает из состава Сената трибуна Атиния Лабеона. В ответ на это Лабеон натравливает на цензора толпу, Метелла спасают сенаторы.
- В Риме проводится ценз населения. В списки внесено 317 823 гражданина.
- В Риме начинают выходить Acta Diurna, прообраз современных газет.

### 130 год до н. э.
- Консулы Луций Корнелий Лентул (патриций) и Марк Перперна (плебей). Консул-суффект Аппий Клавдий Нерон. Претор — Луций Корнелий Цинна.
- Против Аристоника направлена римская армия Перперны. Восставшие разбиты, их остатки осаждены в Стратоникее. Опустошение Пергамского царства.
- Вместо умершего Аппия Клавдия Пульхра в состав Аграрной комиссии входит Марк Фульвий Флакк.

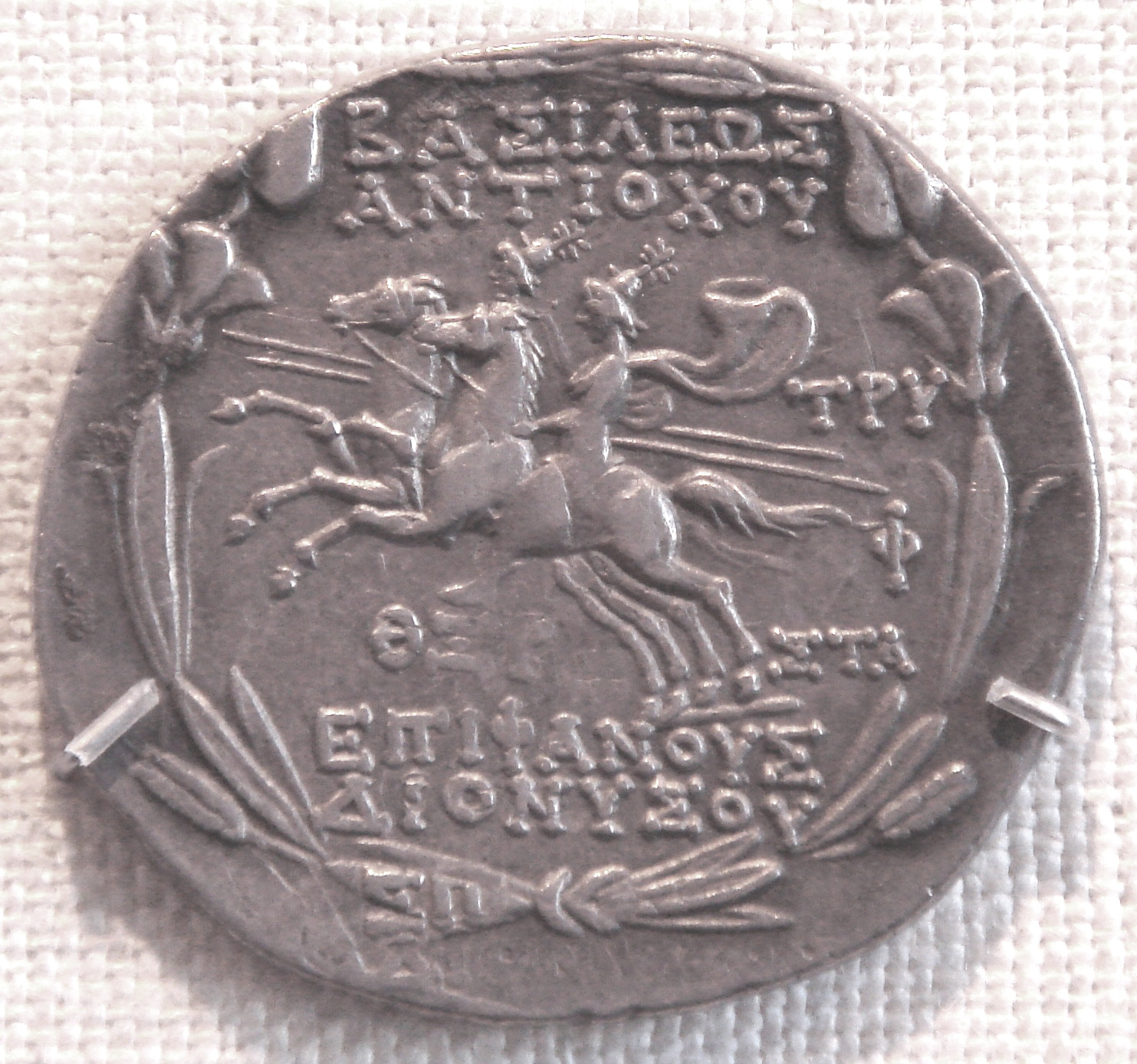
Монета Антиоха VII, изображающая Диоскуров.

- Сирийский царь Антиох VII Сидет с 80-тысячным войском предпринимает поход на Парфию. Антиох одерживает три крупные победы над парфянами. Жители Селевкии убивают парфянского наместника и переходят на сторону Антиоха. Антиох занимает Вавилон.
- Парфянский царь Фраат II освободил из плена Деметрия Никатора в надежде, что тот выступит против своего брата Антиоха Сидета.
- В Египте продолжается гражданская война между Птолемеем VIII Эвергетом и его женой-сестрой Клеопатрой II.
- Умер царь Каппадокии Ариарат V. Его жена Ниса (дочь понтийского царя Фарнака I) становится регентом при малолетнем наследнике Ариарате VI.
- Гелиокл — последний царь Греко-бактрийского царства погибает в сражении против вторгшихся кочевников Юэчжи.
- В Китае введён новый, исключительно жестокий кодекс законов.